# Clase Mærsk E
La serie E de Maersk está compuesta por ocho buques portacontenedores de 14.770 TUE. Cada nombres de los navíos hermanos comienza con la letra "E". Hasta 2012, eran el mayor buque portacontenedores jamás construido, y se encuentran entre los barcos más largos actualmente en uso, con 399 metros (1.302 pies) de largo y 56 metros (184 pies) de ancho. Son propiedad del grupo danés A.P. Møller-Mærsk. 
El primer buque construido de la serie fue Emma Maersk en los astilleros de Lindø Yard, en Dinamarca. A la clase E le ha seguido la clase Triple-E, que es aún más grande y más eficientes en consumo de combustible.

## Unidades
| Nombre del buque | Año construcción |
| ---------------- | ---------------- |
| Emma Mærsk       | 2006             |
| Estelle Mærsk    | 2006             |
| Eleonora Mærsk   | 2007             |
| Evelyn Mærsk     | 2007             |
| Ebba Mærsk       | 2007             |
| Elly Mærsk       | 2007             |
| Edith Mærsk      | 2007             |
| Eugen Mærsk      | 2008             |